# Дишница
Дишница (на албански: Dishnicë или Dishnica) е село в Албания, част от община Корча, област Корча.

## География
Селото е разположено на 5 километра северно от град Корча в северозападното подножие на планината Морава.

## История
В XV век в Тишеница са отбелязани поименно 73 глави на домакинства.
На Етнографската карта на Битолския вилает на Картографския институт в София от 1901 година Тишница (Дажница) е смесено албанско мюсюлманско-албанско православно и влашко село в Корчанската каза на Корчанския санджак със 70 къщи.
До 2015 година е част от община Център Булгарец.

## Личности
Родени в Дишница
- Николае Бабу (1901 - 1967), арумънски писател[3]
- Юмер Дишница (1912 - 1998), албански политик